# 比洛烏索韋 (別里斯拉夫區)
47°19′34″N 33°14′18″E / 47.32611°N 33.23833°E
比洛烏索韋（烏克蘭語：Білоусове）是位於烏克蘭南部的村莊，由赫爾松州別里斯拉夫區的大亞歷山德里夫卡市鎮負責管轄。該村始建於1914年，面積0.4平方公里，海拔高度13米，2001年人口143，人口密度每平方公里360.2人。